# محمدخان ترکمان
محمدخان ترکمان از سران قزلباش طایفه ترکمان بود. او در زمان شاه محمد خدابنده، حاکم کاشان بود که به دلیل شکایت مردم کاشان به وسیله مهدعلیا (خیرالنساء بیگم) از کار برکنار می‌شود. وی در توطئه قتل خیرالنساء بیگم شرکت داشت.

## محاصره قلعه نیشابور
در محاصره قلعه نیشابور (۱۵۸۱ میلادی)، شاه محمد خدابنده، محمدخان ترکمان را با اسماعیل قلی‌بیگ شاملو به فرماندهی سپاهی روانه خراسان کرد.